# Unterseeboot UC-38
Pour les autres navires du même nom, voir Unterseeboot 38.
L'Unterseeboot UC-38 est un sous-marin (U-Boot) mouilleur de mines allemand de type UC II utilisé par la Kaiserliche Marine pendant la Première Guerre mondiale. Le U-boot a été commandé le 20 novembre 1915 et lancé le 25 juin 1916. Il a été mis en service dans la marine impériale allemande le 26 octobre 1916 sous le nom de UC-38. L'UC 38 était un raider très efficace contre le trafic commercial, opérant tout au long de sa carrière sur le théâtre méditerranéen. En neuf patrouilles, l'UC-38 a coulé 43 navires, soit par ses torpilles, soit par les mines qu’il a posées. Il a été coulé en décembre 1917 lors d’une action au large du cap Ducato, en Grèce, au cours de laquelle il a torpillé le croiseur français Châteaurenault.

## Conception
Sous-marin de type UC II, l'UC-38 avait un déplacement de 427 tonnes en surface et de 509 tonnes en plongée. Il avait une longueur hors tout de 50,35 m, un maître-bau de 5,22 m et un tirant d'eau de 3,65 m. Le sous-marin était propulsé par deux moteurs diesel 6 cylindres à quatre temps produisant chacun 300 ch (220 kW), soit un total de 600 ch (440 kW), et par deux moteurs électriques produisant 460 ch (340 kW), actionnant deux arbres d'hélice.
Le sous-marin avait une vitesse maximale de 11,9 nœuds (22,0 km/h) en surface et de 6,6 nœuds (12,2 km/h) en immersion. Son autonomie était de 10180 milles marins (18850 km) à 7 nœuds (13 km/h) en surface, et de 60 milles marins (110 km) à 4 nœuds (7,4 km/h) en immersion. Il lui fallait 48 secondes pour plonger, et il était capable d’opérer à une profondeur maximale de 50 mètres.
L'UC-38 était équipé de trois tubes lance-torpilles de 500 mm, un à l’arrière et deux à l’avant, avec sept torpilles, et d’un canon de pont de 8,8 cm SK L/30. Mais son arme principale était ses six puits de mine de 1000 mm portant dix-huit mines UC 200. Son effectif était de vingt-six membres d’équipage.

## Action au large du cap Ducato
Le 14 décembre 1917, par 38° 15′ N, 20° 22′ E, sous les ordres de Hans Hermann Wendlandt, l'UC-38 rencontra un convoi français comprenant le croiseur rapide Châteaurenault, servant de navire de transport de troupes, et ses escorteurs, les contre-torpilleurs Mameluck, Rouen et Lansquenet. L'UC-38 s’est approché et a tiré une torpille sur le Châteaurenault, qui a été touché à 6 h 47 dans sa section centrale. L'UC-38 plongea à 38 mètres de profondeur. Le Mameluck et le Rouen se précipitèrent vers la position d’où la torpille avait été lancée, tandis que le Lansquenet commençait à repêcher les hommes jetés par-dessus bord par l’explosion. Le Châteaurenault a demandé à ses escorteurs de se rapprocher et d’évacuer le personnel à bord, ce qui a été terminé à 07 h 26. Le chalutier Balsamine est venu à la rescousse et a tenté de prendre en remorque le Chateaurenault.
De retour en immersion périscopique, l'UC-38 vit le Châteaurenault toujours à flot, et tira une deuxième torpille, qui le toucha à 8 h 20. Le Châteaurenault a rapidement sombré, mais tout le personnel encore en vie à bord a pu être secouru. Le Lansquenet, en train de récupérer ses canots, s’est précipité au point de lancement et a largué 7 charges de profondeur. L’une d’elles a provoqué une panne de lumière dans le sous-marin. Le capitaine Wendlandt ordonna de plonger pour amener son navire au-dessous de la zone ciblée par les grenades, mais une fausse manœuvre fit remonter l'UC-38 à la place, et une deuxième explosion provoqua une voie d’eau importante, forçant Wendlandt à remonter à la surface en toute hâte pour abandonner le navire,.
L'UC-38 refait surface brièvement et est immédiatement pris pour cible par les canons du Mameluck, qui poursuit son attaque en lançant plusieurs charges de profondeur. L'UC-38 refait surface, et cette fois le Mameluck et le Lansquenet ouvrent le feu, le touchant plusieurs fois et tuant plusieurs membres de son équipage qui en sortaient. Il coule à 8h40 et les contre-torpilleurs français récupèrent les survivants,.
Des sources allemandes affirment que 25 hommes ont été secourus et 9 tués. Un marin de l'UC-38 a affirmé que 20 hommes avaient été sauvés sur un équipage de 28 hommes. L’enquête française dénombre 20 hommes secourus et 5 morts confirmés sur un équipage de 27 hommes.

## Naufrage
Sir Ronald Ross, premier lauréat britannique du prix Nobel pour sa découverte du vecteur du paludisme, embarque le 13 décembre 1917 à bord du croiseur Châteaurenault à Tarente, en Italie, en route pour Salonique. Ross raconte, dans ses mémoires parus en 1923, le moment où l'UC-38 a été détruit :
« Soudain, tous les soldats ont commencé à montrer une direction et l’un d’eux derrière moi a dit 'Voyez monsieur'. Là, à 200 mètres de nous, se trouvait le pont d’un sous-marin émergeant. Il avait été touché par l’une de nos charges de profondeur. Son équipage sautait comme des grenouilles de son pont dans la mer, l’un après l’autre, aussi vite qu’ils le pouvaient. En une minute, une tempête d’obus et de tirs a labouré l’eau autour de lui. Notre capitaine a crié 'Asseyez vous'. Nous allions tirer avec notre propre canon... Notre obus a fait mouche. La poupe du sous-marin s’éleva et descendit lentement, comme sa victime l’avait fait, laissant un certain nombre de têtes roses parsemer l’eau, en réclamant à cors et à cris d’être sauvés. Un Français près de moi brandissait des pistolets ronds pour leur tirer dessus, mais notre capitaine a rapidement arrêté cela. Des canots ont mis à l’eau et ont secouru 18 membres de l’équipage allemand. Ils sont montés à bord nus et frissonnants, mais heureux ! Pour une raison quelconque, nous étions tous heureux ensemble. »

## Affectations
- Flottille de Pola / Mittelmeer : du 23 janvier au 14 décembre 1917

## Commandants
- Oberleutnant zur See Albrecht von Dewitz : du 19 au 29 octobre 1916
- Oblt.z.S. Alfred Klatt : du 19 octobre 1916 au 4 août 1917
- Oblt.z.S. Hans Hermann Wendlandt : du 5 août au 14 décembre 1917

## Navires coulés
| Date              | Nom                        | Nationalité      | Tonnage | Destin    |
| ----------------- | -------------------------- | ---------------- | ------- | --------- |
| 16 février 1917   | Laertis                    | Grèce            | 3914    | Coulé     |
| 19 février 1917   | Quinto                     | Royaume d'Italie | 1796    | Coulé     |
| 20 février 1917   | Doravore                   | Norvège          | 2760    | Coulé     |
| 22 février 1917   | Adelina                    | Royaume d'Italie | 528     | Coulé     |
| 22 février 1917   | Ape                        | Royaume d'Italie | 301     | Coulé     |
| 22 février 1917   | Giovanni P.                | Royaume d'Italie | 105     | Coulé     |
| 22 février 1917   | Michielino                 | Royaume d'Italie | 20      | Coulé     |
| 22 février 1917   | San Michele                | Royaume d'Italie | 583     | Coulé     |
| 22 février 1917   | Vincenzino                 | Royaume d'Italie | 20      | Coulé     |
| 24 février 1917   | Albina                     | Royaume d'Italie | 187     | Coulé     |
| 27 février 1917   | Elena M.                   | Royaume d'Italie | 125     | Coulé     |
| 27 février 1917   | S. Ciro Palmerino          | Royaume d'Italie | 113     | Coulé     |
| 24 mars 1917      | Emanuela                   | Royaume d'Italie | 16      | Coulé     |
| 31 mars 1917      | Brodness                   | United Kingdom   | 5736    | Coulé     |
| 1 avril 1917      | Warren                     | United Kingdom   | 3709    | Coulé     |
| 2 avril 1917      | Filicudi                   | Royaume d'Italie | 257     | Coulé     |
| 3 avril 1917      | Annunziata A               | Royaume d'Italie | 206     | Coulé     |
| 3 avril 1917      | Caterina R.                | Royaume d'Italie | 214     | Coulé     |
| 3 avril 1917      | Domenico                   | Royaume d'Italie | 260     | Coulé     |
| 3 avril 1917      | Nuova Maria Di Porto Salvo | Royaume d'Italie | 48      | Coulé     |
| 12 avril 1917     | Monviso                    | Royaume d'Italie | 4020    | Endommagé |
| 13 juin 1917      | St. Andrews                | United Kingdom   | 3613    | Coulé     |
| 15 juin 1917      | Elvaston                   | United Kingdom   | 4130    | Endommagé |
| 15 juin 1917      | Pasha                      | United Kingdom   | 5930    | Coulé     |
| 15 juin 1917      | Saint Louis V              | France           | 5202    | Endommagé |
| 12 juillet 1917   | Grace                      | United States    | 1861    | Coulé     |
| 15 juillet 1917   | L.B.S. 1011                | Grèce            | 20      | Coulé     |
| 15 juillet 1917   | L.B.S. 29                  | Grèce            | 10      | Coulé     |
| 15 juillet 1917   | HMS Redbreast              | Royal Navy       | 1313    | Coulé     |
| 16 juillet 1917   | Firfield                   | United Kingdom   | 4029    | Coulé     |
| 16 juillet 1917   | Voilier non identifié      | Grèce            | 20      | Coulé     |
| 17 juillet 1917   | HMS Newmarket              | Royal Navy       | 833     | Coulé     |
| 18 juillet 1917   | K.507                      | Grèce            | 40      | Coulé     |
| 28 août 1917      | Pasqualino Carmela         | Royaume d'Italie | 61      | Coulé     |
| 28 août 1917      | Scilla                     | Royaume d'Italie | 397     | Coulé     |
| 29 août 1917      | Vronwen                    | United Kingdom   | 5714    | Coulé     |
| 22 septembre 1917 | Garifaglia                 | Grèce            | 430     | Coulé     |
| 23 septembre 1917 | Agios Nicolaos             | Grèce            | 119     | Coulé     |
| 3 novembre 1917   | Nefeli                     | Grèce            | 3868    | Coulé     |
| 7 novembre 1917   | Villemer                   | United States    | 3627    | Coulé     |
| 11 novembre 1917  | HMS M15                    | Royal Navy       | 540     | Coulé     |
| 11 novembre 1917  | HMS Staunch                | Royal Navy       | 750     | Coulé     |
| 14 novembre 1917  | Panormitis                 | Grèce            | 20      | Coulé     |
| 14 novembre 1917  | Panaghia                   | Grèce            | 14      | Coulé     |
| 6 décembre 1917   | Tubereuse                  | France           | 183     | Coulé     |
| 14 décembre 1917  | Châteaurenault (1898)      | France           | 8018    | Coulé     |